# Учитель Сокки
«Учитель Сокки» (англ. Sokka’s Master) — четвёртый эпизод третьего сезона американского мультсериала «Аватар: Легенда об Аанге».

## Сюжет
Команда Аватара видит звездопад, и на Землю падает метеор. Маги тушат пожар, а Сокку оставляют в стороне. Надзиратель Пун приносит Айро пищу и видит, что старик пускает слюны и бросается на еду как свинья. Тюремщик глумится над ним и уходит, и тогда Айро культурно садится доедать. На следующий день Сокка переживает, что, в отличие от своих друзей, у него нет особенности, и тогда Катара предлагает сходить в магазин оружия, чтобы поднять настроение брату. Там Сокка видит отличный меч, и продавец рассказывает, что его выковал учитель Пиандао. Сокке предлагают учиться у него, и он идёт к мастеру. Тем временем дядя Айро качает пресс в своей темнице. Сокка приходит к дому сенсея, но помощник говорит, что мастер Пиандао не набирает новых учеников, но разрешает Сокке попробовать поговорить с ним. Он убеждает Пиандао обучать его, и тот соглашается.
Первым делом учитель говорит, что оружие — это продолжение воина, и показывает ему прелести меча. Команда Аватара лежит в своём лагере, не зная, чем заняться, ведь за график отвечал Сокка. Катара неудачно шутит. Дядя Айро продолжает приводить свою физическую форму в порядок. Пиандао учит Сокку каллиграфии, но парень рисует рожицу вместо подписи. Далее Сокка тренируется с другим учеником и проигрывает. Затем учитель ведёт его на природу и говорит, что Сокка должен в считанные секунды запоминать окружение. Развязав ему глаза, он быстро показывает пейзаж и отворачивает ученика от него, приказывая нарисовать, что увидел. Сокка старательно рисует, добавляя на лист радугу. Потом он снова дерётся с пухлым учеником и опять терпит поражение. После Сокка обустраивает окружение под себя, а затем снова борется против другого ученика и уже побеждает его. Айро отжимается от пола с хлопками, и надзиратель приходит на звук, но видит старика у стены, просто хлопающего с дурным взглядом, и называет его сумасшедшим. Когда тот уходит, Айро прекращает и поправляет свои волосы. Команда Аватара скучает по Сокке.
Пиандао говорит, что первый день прошёл неплохо, и завтра Сокка отольёт свой собственный меч. В мастерской он просит учителя, чтобы тот разрешил ему принести особенный материал. Сокка возвращается к друзьям, чему они очень рады, и просит их помочь донести метеорит до дома Пиандао. Дядя Айро продолжает тренировки. Учитель встречает команду, и Сокка изготавливает меч из космической земли. После, когда меч готов, Пиандао хвалит и гордится Соккой, называя его самым достойным из всех, кого учил, но парень признаётся, что он не из колонии нации Огня, а из южного племени Воды, после чего учитель нападает на него, но не для того, чтобы убить Сокку, а для того, чтобы проверить навыки своего ученика. Сокка просит друзей не вмешиваться, а надзиратель приносит Айро еды и снова глумится над стариком. Когда он уходит, Айро снимает свой халат, демонстрируя мускулистое тело, и продолжает тренировки. Сокка и Пиандао начинают бой на улице. В ходе битвы они проходят бамбуковый лес, где Сокка использует окружение, как и на лестнице до этого. Затем Сокка ослепляет учителя грязью, но в конце концов Пиандао побеждает, сваливая парня за землю. Друзьям кажется, что он хочет добить Сокку, но тот убирает меч. Он не собирается сражаться с Аватаром, и команда спрашивает, откуда он это узнал. Учитель объяснил, что наблюдал за ними, и был с самого начала в курсе, что Сокка из племени Воды, но согласился обучать его, потому что боевые искусства не поделены на народы и едины для всех. Он говорит, что Сокке лучше было взять имя Ли для прикрытия, ведь их много в нации Огня. Они расстаются, и учитель говорит, чтобы Сокка продолжал тренировки, и тогда однажды он станет лучше Пиандао. Команда уходит, но их догоняет помощник и передаёт от Пиандао фишку Белого лотоса для игры в Пай Шо. Затем Сокка дарит Тоф космическую землю, которую та может деформировать.

## Отзывы

Динамика оценок IGN к эпизодам 3 сезона мультсериала

Макс Николсон из IGN поставил эпизоду оценку 8,8 из 10 и написал, что «как и в предыдущих двух сериях, „Учитель Сокки“ сфокусирован на сюжетной линии, которая уделяет внимание персонажам». Он добавил, что «разница в том, что в этом эпизоде есть рост Сокки, который напрямую влияет на будущие серии, а также был представлен новый союзник, учитель Пиандао из нации Огня». Критик посчитал, что «это одна из лучших сюжетных линий про Сокку — не только из-за того, что он получил новое оружие, но и потому, что она продемонстрировала, насколько Сокка внёс свой вклад в команду, несмотря на отсутствие у него магии». Рецензент также написал про «превращение Айро из пузатого пленника в мускулистого, готового к бою бойца», отметив, что в дополнительном сюжете «почти не было диалогов, если не считать случайных оскорблений со стороны надзирателя».
Хайден Чайлдс из The A.V. Club написал, что «Сокка — это пример архетипа, который стал обычным в недавней фантастической литературе», сравнив его с Ксандером из сериала «Баффи — истребительница вампиров» и Роном Уизли из «Гарри Поттера». Рецензент продолжил, что «как и „Цветная Леди“, „Учитель Сокки“ даёт возможность одному из персонажей проявить себя в частной миссии», но «в отличие от „Цветной Леди“ этот эпизод позволяет каждому персонажу сохранить свою индивидуальность, подчёркивая при этом, насколько важен Сокка для команды». Критик посчитал, что «монтаж тренировок Сокки восхитителен», и ему было «на самом деле довольно забавно» от того, что «всё это происходило в течение одного дня». В конце Чайлдс написал, что «этот эпизод очень похож на любой кинематографический сегмент, в котором персонаж должен учиться и расти в короткие сроки: он длинный по действию и короткий по подтексту», а также отметил, что «сцены [с Айро], какими бы маленькими они ни были, превосходны и показывают, как Айро извлекает пользу даже из тюремного заключения, и что его ум всегда просчитывает следующие шаги».
Кевин Таш из Collider включил серию в список «7 важнейших эпизодов» мультсериала. Screen Rant добавил серию в топ лучших эпизодов по версии Reddit.